# Mirèio

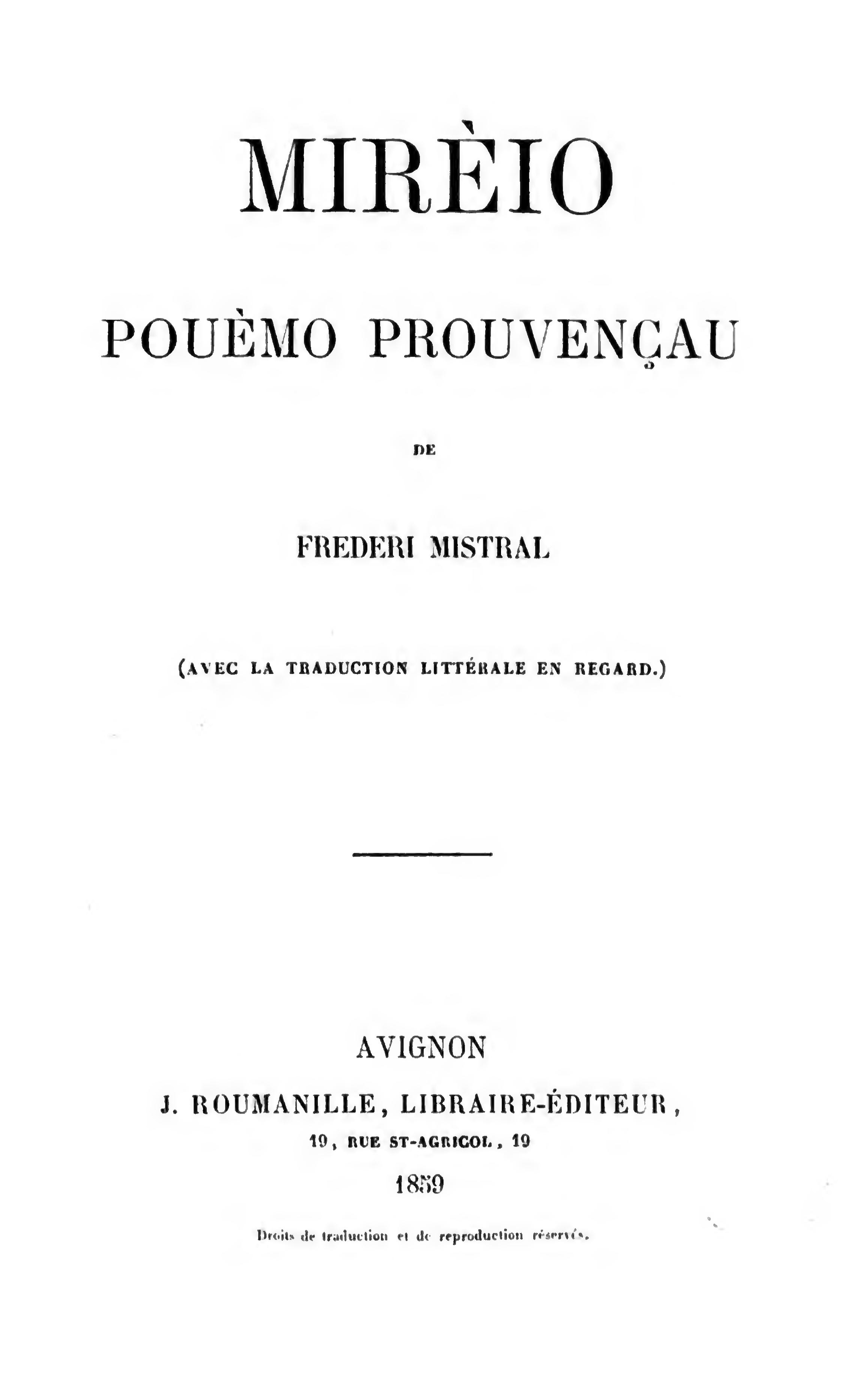
Das Titelblatt der Ausgabe von 1859, die neben der provenzalischen eine französischsprachige Fassung des Poems enthält

Mirèio (okzitanisch: [miˈɾɛjɔ], französisch Mireille) ist ein in provenzalischem Okzitanisch verfasstes Gedicht des französischen Schriftstellers Frédéric Mistral. Es entstand in den Jahren 1851 bis 1859 und besteht aus zwölf Gesängen, die von der vereitelten Liebe des Mädchens Mirèio und des Jungen Vincènt erzählen, zweier junger Provenzalen aus unterschiedlichen sozialen Milieus. Der Name Mirèio ist an das Wort  „meraviho“ angelehnt, das „Wunder“ bedeutet.

## Handlung

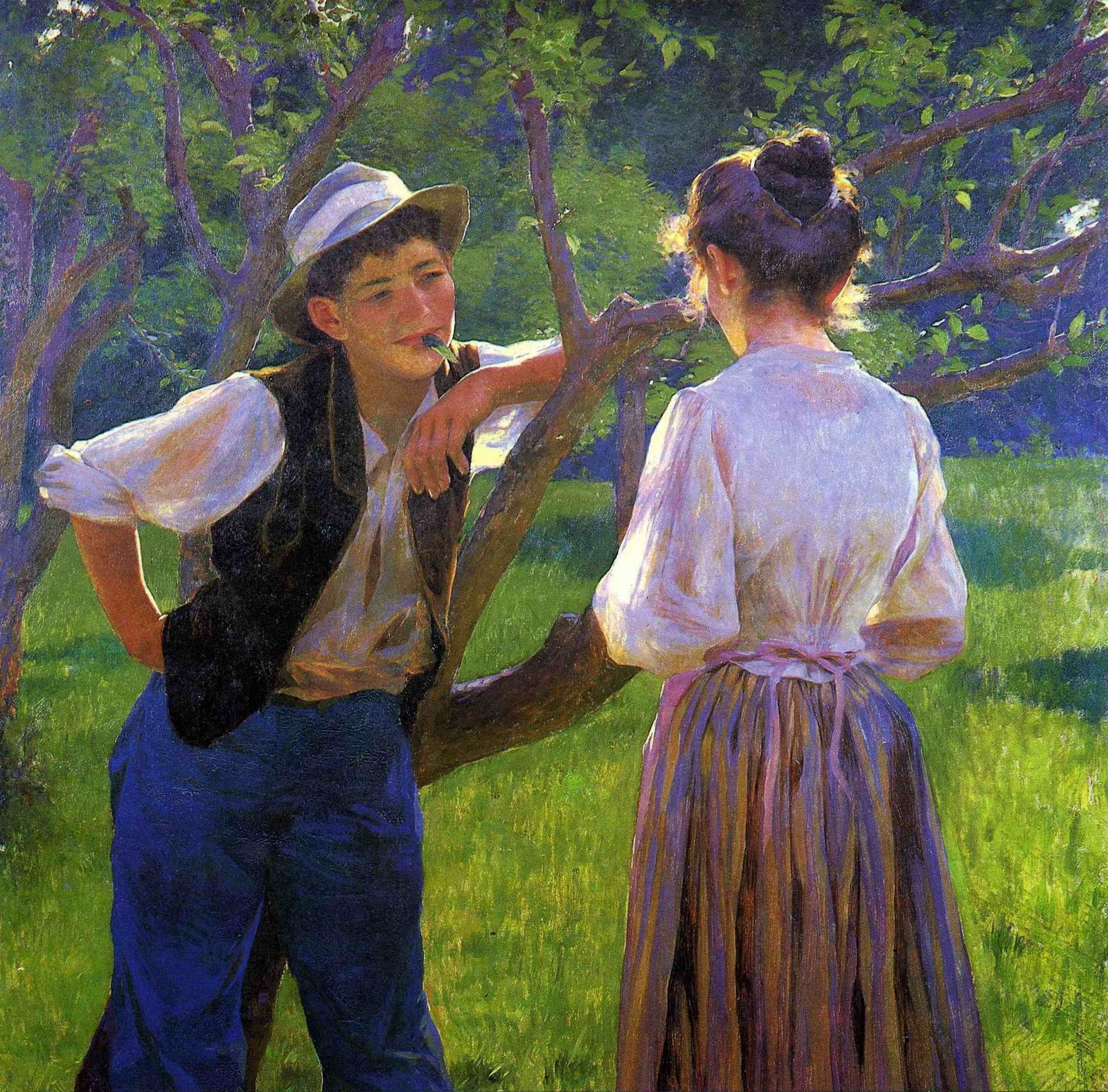
Vincènt und Mirèio (Mireille) auf einem Gemälde von Victor Leydet (1861–1904)

Mirèio ist die Tochter eines reichen Bauern in der Provence. Sie ist in den in  bescheidenen Verhältnissen lebenden Korbmacher Vincènt verliebt. Ihr Vater missbilligt die Beziehung und sucht nach wohlhabenderen Heiratskandidaten für seine Tochter. In ihrer Verzweiflung flieht Mirèio von zu Hause nach Saintes-Maries-de-la-Mer. Dort betet sie zu den Heiligen, dass ihr Vater ihre Liebe zu Vincènt akzeptieren möge. Der Weg ist beschwerlich, und es ist unerträglich heiß. Am Ende erscheinen Mirèio die Heiligen und berichten ihr von ihrem Glück im Paradies. Mirèio stirbt versöhnt in Frieden.

## Intention und Resonanz
Neben der literarischen Erbauung bezweckte Mistral mit seinem Werk, das Okzitanische, die alte Sprache Südfrankreichs, und die Kultur seiner Heimat, der Provence, einem größeren Leserkreis vorzustellen. So erzählt er in Mirèio u. a. von Saintes-Maries-de-la-Mer, von wo der Legende nach der Drache „Tarasque“ vertrieben wurde, und von der berühmten antiken „Venus von Arles“ und stellte dem Text eine kurze Einleitung in die Aussprache des Provenzalischen voran. Dieser enthält Motive des Jeanne-d’Arc-Mythos und zahlreiche Bezüge zu provenzalischen Themenkreisen vergangener Jahrhunderte. 
Von dem französischen Dichter Alphonse de Lamartine wurde Mirèio hoch gelobt, von der Académie française preisgekrönt und begründete auch international Mistrals Ruf als bedeutender Dichter seiner Zeit. Das Werk wurde in mehr als fünfzehn Sprachen übersetzt, darunter ins Französische von Mistral selbst. Charles Gounod verarbeitete es 1863 zu einer Oper mit dem Titel Mireille.

„Ich werde euch heute eine gute Nachricht überbringen! Ein großer epischer Dichter ist geboren […] Ein wahrer homerischer Dichter in unserer Zeit […] Ja, dein episches Gedicht ist ein Meisterwerk […] der Duft deines Buches wird auch in tausend Jahren nicht verweht sein.“

## Widmung
Mistral widmete sein Buch dem Dichter und Politiker Alphonse de Lamartine, der maßgeblich an der Gründung der Zweiten Französischen Republik und der Beibehaltung der Tricolore als Flagge Frankreichs beteiligt war:

„Dir widme ich Mireille: Sie ist mein Herz und meine Seele; sie ist die Blume meiner Jahre; sie ist eine Traube aus La Crau, mit Blättern und allem, ein Bauernopfer.“